# Hacıbektaş
Hacıbektaş est une ville et un district de la province de Nevşehir dans la région de l'Anatolie centrale en Turquie.